# V-Rally 4
V-Rally 4 — гоночная видеоигра, разработанная Kylotonn и опубликованная Bigben Interactive для PlayStation 4, Xbox One, Microsoft Windows и Nintendo Switch в 2018 году. Разработчик ранее работал над официальной игрой WRC 2017 года.

## Геймплей
V-Rally 4 — это гоночная игра, в которой игроки управляют раллийными автомобилями через серию этапов. В игре представлены пять дисциплин, в которых представлен 51 автомобиль от 19 производителей, включая Porsche, Skoda и Norma. Курсы включают в себя Долину монументов, Нигер, Румынию и Малайзию.

## Разработка
V-Rally 4 была разработана Kylotonn, французской компанией по производству видеоигр, располагающейся в Париже. Некоторые члены команды разработчиков работали над предыдущими играми V-Rally.

## Приём
| Сводный рейтинг | Сводный рейтинг |
| Агрегатор       | Оценка          |
| --------------- | --------------- |
| GameRankings    | 58,50 %         |

V-Rally 4 получила смешанные и положительные отзывы. Общие обзоры веб-сайтов GameRankings и Metacritic дали версии для PC 80,00 %, версии для Xbox One 70,67 % и 68/100, версии для PlayStation 4 58,50 % и 58/100, версии для Nintendo Switch 62,50 % и 51/100.
PlayStation Official Magazine сказал, что «основы ралли есть, но так же разочаровывает плохой режим карьеры. Поклонникам жанра будет что полюбить, но это далеко не поул-позиция». Metro заявил, что это «маловероятное продолжение, которое в конечном счете изо всех сил пытается найти свое место среди сегодняшней линейки более отточенных и более устоявшихся альтернатив». IGN охарактеризовал ее как «аркадную гоночную игру с некоторыми захватывающими моментами, корни которой виновато уходят в прошлое». 4Players сказал: «В то время как раллийные игры Kylotonn показали положительные тенденции в серии WRC, это серьезная неудача. Это разочаровывающее возвращение для франшизы».